# Sandro Nicolas
Alessandro Heinrich Rütten, mer känd under sitt artistnamn Sammy Clay och Sandro Nicolas, född 4 oktober 1996 i Heinsberg, är en tysk sångare med grekiskt och amerikanskt ursprung som skulle ha representerat Cypern i Eurovision Song Contest 2020 i Rotterdam med låten "Running". Han kommer dock inte göra det eftersom tävlingen ställdes in på grund av coronaviruspandemin 2019–2021 och till 2021 års tävling så har hans plats istället tagits av den grekiska sångerskan Elena Tsagrinou. Hans karriär startade när han deltog i The Voice of Germany där han sjöng Shawn Mendes låt "In My Blood" på sin blind audition. Han åkte senare ut i en av sångduellerna.